# You Know What I Mean
You Know What I Mean è un cortometraggio muto del 1918. Il nome del regista non viene riportato nei credit del film che ha come interprete principale William Parsons, meglio conosciuto come Smiling Billy Parsons, un popolare attore comico dell'epoca.

## Produzione
Il film fu prodotto dalla National Film Corporation of America come Capitol Comedies.

## Distribuzione
Distribuito dalla Goldwyn Distributing Company, il film - un cortometraggio in due bobine - uscì nelle sale USA il 4 novembre 1918.